# Huracà Alex (2004)
Huracà Alex va ser la primera tempesta anomenada, el primer huracà, i el primer gran huracà de la temporada d'huracans de l'Atlàntic de 2004. Inusualment, Alex, la primera tempesta temporada, es va formar tardanament i es convertia en la cinquena primera tempesta més tardana des de 1954.

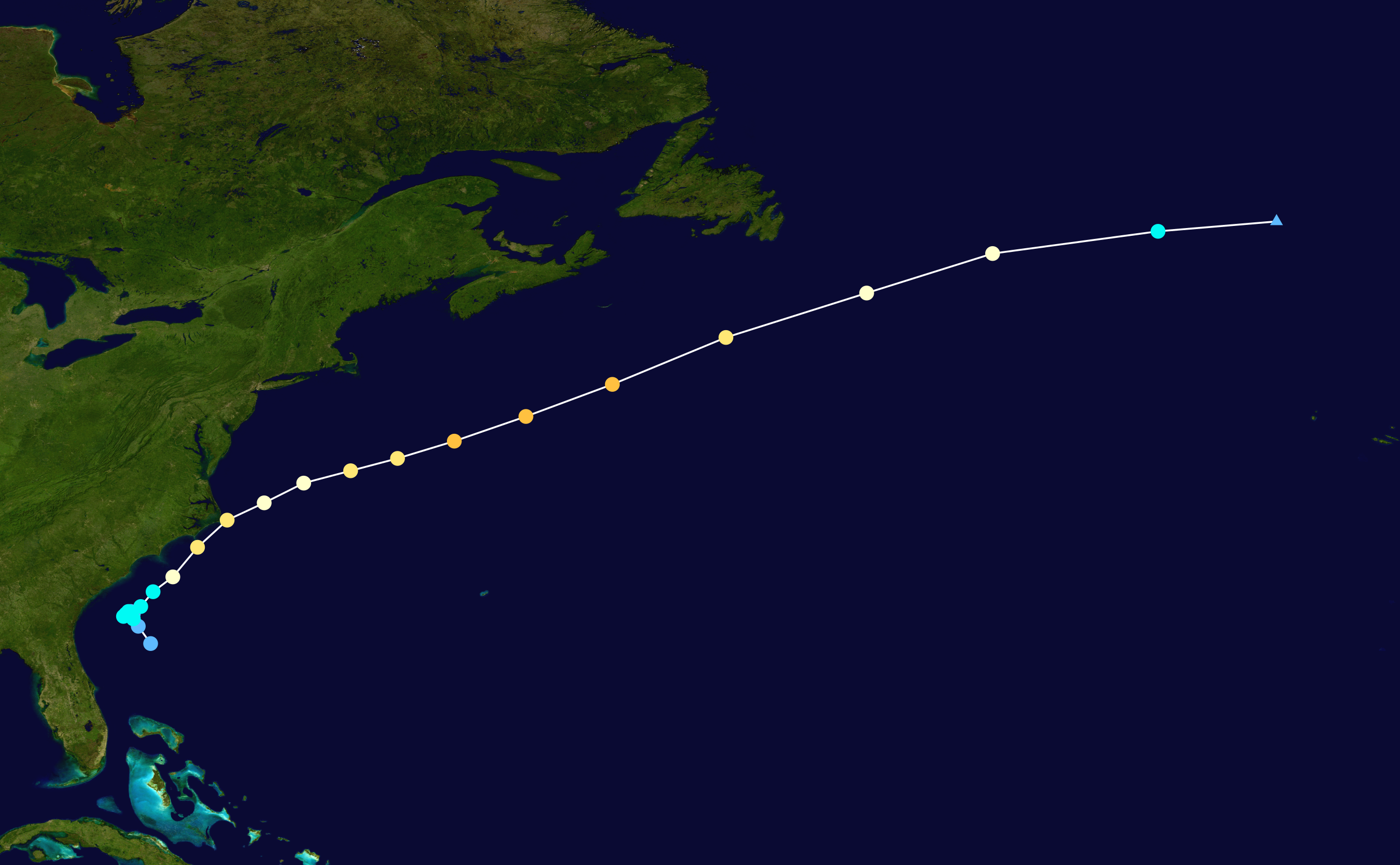
Trajectòria d'Alex.